# Stazione di Villafalletto
La stazione di Villafalletto era una stazione ferroviaria posta sulla linea Savigliano-Saluzzo-Cuneo che fino al 2003 serviva il centro abitato di Villafalletto.

## Storia
Con legge del 29 luglio 1879 fu prevista la costruzione di una relazione che mettesse in collegamento Saluzzo con Cuneo. L'incarico al Genio Civile provinciale di redigere un progetto esecutivo fu affidato nel giugno 1883, e lo stesso fu trasmesso l'anno successivo alla Società per le Strade Ferrate del Mediterraneo (SFM) la quale ottenne i relativi finanziamenti con legge del 20 giugno 1888. I lavori, suddivisi su cinque lotti, iniziarono nel marzo 1890 e la ferrovia, ivi compresa la fermata di Villafalletto, fu completata il 1º giugno 1892 a opera della Società per le Strade Ferrate del Mediterraneo.
Nel 1905 la gestione della linea passò alle neocostituite Ferrovie dello Stato. Lontana dal fronte della prima guerra mondiale e poco interessata anche dalle vicende della seconda, non costituendo obiettivo strategico primario, la fermata risentì di tali eventi solo per le conseguenti fluttuazioni della domanda di trasporto, iniziando nel secondo dopoguerra un periodo di costante calo dei proventi da traffico dovuto all'avvento della motorizzazione privata e a un orientamento comune non più favorevole al trasporto su ferro. Nel 2001 l'esercizio della linea passò alla neocostituita Rete Ferroviaria Italiana che due anni dopo dispose la soppressione della fermata.